# عبدالرضا عزیزی
عبدالرضا عزیزی (زاده ۱۳۴۷ در شیروان) سیاستمدار مستقل و پزشک ایرانی است که در دورهٔ نهم و دهم مجلس شورای اسلامی و رئیس کمیسیون اجتماعی مجلس شورای اسلامی از حوزهٔ انتخابیهٔ شیروان در استان خراسان شمالی بود.